# Erik
Erik, Eric, Éric, selten auch Erick, ist ein männlicher Vorname oder auch Familienname. Erik ist die ältere Form, während Eric heute die häufigere Form ist. Die eingedeutschte Variante ist Erich.

## Herkunft, Bedeutung und Verbreitung
Der Name stammt vom skandinavischen Namen Eiríkr oder Airikr ab. Dessen Vorderglied geht auf altnordisch ain, æn ‚einzig, allein, einsam‘ zurück; das Grundwort ríkr bedeutet ‚mächtig, groß‘ beziehungsweise substantiviert ‚Fürst, Herrscher‘. Der Name bedeutet also ‚der Alleinherrschende‘.
Der Name breitete sich im neunten bis elften Jahrhundert über weite Teile Europas aus, blieb aber in vielen Gebieten zunächst selten. Seine Häufigkeit nahm in den folgenden Jahrhunderten zu. Im Englischen sowie den romanischen Sprachen ist heute größtenteils die Schreibweise Eric verbreitet, während der skandinavische Raum Erik (dänisch, schwedisch) und Eirik (norwegisch) kennt. In Deutschland sind beide Varianten verbreitet, wozu noch die eingedeutschte Form Erich tritt.

## Namensträger

### Eric
- Eric Afriat (* 1969), kanadischer Unternehmer und Pokerspieler
- Eric Ambler (1909–1998), britischer Schriftsteller
- Eric Baldwin (* 1984), US-amerikanischer Pokerspieler
- Eric Bana (* 1968), australischer Schauspieler
- Eric Benz (* 1980), deutscher Schauspieler und Sänger
- Eric Berne (1910–1970), US-amerikanischer Psychiater, Psychotherapeut und Autor
- Eric Bischof, deutscher Politiker (Volt)
- Eric Bobo (* 1968), US-amerikanischer Perkussionist
- Eric Botteghin (* 1987), brasilianischer Fußballspieler
- Eric Buchman (* 1979), US-amerikanischer Pokerspieler
- Eric Burdon (* 1941), britischer Musiker
- Eric Burlison (* 1976), US-amerikanischer Politiker
- Eric Carle (1929–2021), US-amerikanischer Kinderbuchautor
- Eric Carmen (1949–2024), US-amerikanischer Sänger, Songschreiber, Gitarrist und Pianist
- Eric Carr (1950–1991), US-amerikanischer Musiker
- Eric Maxim Choupo-Moting (* 1989), deutsch-kamerunischer Fußballspieler
- Eric Clapton (* 1945), britischer Musiker
- Eric Da Re (* 1965), US-amerikanischer Schauspieler
- Eric Dalen (* 1972), US-amerikanischer Basketballschiedsrichter
- Eric Dane (* 1972), US-amerikanischer Schauspieler
- Eric Fernihough (1905–1938), britischer Motorradrennfahrer
- Eric Fleming (1925–1966), US-amerikanischer Schauspieler
- Eric Frenzel (* 1988), deutscher Nordischer Kombinierer, Olympiasieger
- Eric Garcia (* 1972), US-amerikanischer Schriftsteller
- Eric García (* 2001), spanischer Fußballspieler
- Eric Gerets (* 1954), belgischer Fußballspieler und -trainer
- Eric Granado (* 1996), brasilianischer Motorradrennfahrer
- Eric Heiden (* 1958), US-amerikanischer Eisschnellläufer
- Eric Hobsbawm (1917–2012), britischer Historiker
- Eric Idle (* 1943), britischer Schauspieler, Filmproduzent, Regisseur, Komponist und Buchautor
- Eric Jelen (* 1965), deutscher Tennisspieler
- Eric Kripke (* 1974), US-amerikanischer Autor, Produzent und Regisseur
- Eric Langner (* 1966), deutscher Schauspieler und Synchronsprecher
- Eric Lewis (* 1973), US-amerikanischer Musiker
- Eric Lewis (* 1971), US-amerikanischer Basketballschiedsrichter
- Eric Lichaj (* 1988), US-amerikanischer Fußballspieler
- Eric Lingens (1939–2009), deutscher Jurist, Truppendienstgerichts-Präsident
- Eric Mayen (* 1953), polnischer Maler, Fotograf und Hochschullehrer
- Eric Melvin (* 1966), US-amerikanischer Musiker
- Eric Nylund (* 1964), US-amerikanischer Autor
- Eric Obinna Chukwunyelu (* 1981), nigerianischer Fußballspieler
- Eric Oelschlägel (* 1995), deutscher Fußballtorhüter
- Eric de Oliveira Pereira (* 1985), brasilianischer Fußballspieler
- Eric Owen Moss (* 1943), US-amerikanischer Architekt
- Eric Oliver (1911–1980), britischer Motorradrennfahrer
- Eric Papilaya (* 1978), österreichischer Musiker
- Eric Philippi (* 1997), deutscher Schlagersänger
- Eric Pohlmann, österreichisch-britischer Schauspieler
- Eric Prydz (* 1976), schwedischer DJ und House-Produzent
- Eric Regan (* 1976), US-amerikanischer Boxer
- Eric Regan (* 1988), kanadisch-südkoreanischer Eishockeyspieler
- Eric Schweitzer (* 1965), deutscher Unternehmer
- Eric S. Raymond (* 1957), US-amerikanischer Autor und Programmierer
- Eric Ries (* 1978), US-amerikanischer Entrepreneur und Autor
- Eric Saade (* 1990), schwedischer Musiker, Drittplatzierter des ESC 2011
- Eric San Juan (* 1973), US-amerikanischer Schriftsteller
- Eric Schaaf (* 1990), deutscher Fußballspieler
- Eric Schildge (* 1988), US-amerikanischer Radrennfahrer
- Eric Schildkraut (1906–1999), deutscher Schauspieler und Hörspielsprecher
- Eric Schmidt (* 1955), US-amerikanischer Manager
- Eric Staal (* 1984), kanadischer Eishockeyspieler
- Eric Stein (1913–2011), österreichisch-US-amerikanischer Jurist, Hochschullehrer
- Eric Steinbach (* 1980), US-amerikanischer American-Football-Spieler
- Eric John Eagles Swayne (1863–1929), britischer General und Kolonialgouverneur
- Eric Trump (* 1984), US-amerikanischer Unternehmer
- Eric Van Lustbader (* 1946), US-amerikanischer Schriftsteller
- Eric Weems (* 1985), US-amerikanischer Footballspieler
- Eric Weisbach (* 1996), deutscher Fußballschiedsrichter
- Eric Wheeler (* ≈1980), US-amerikanischer Jazzmusiker
- Eric Woolfson (1945–2009), britischer Musiker
- Eric Wright (1929–2015), kanadischer Schriftsteller und Hochschullehrer

### Éric
- Éric Abidal (* 1979), französischer Fußballspieler
- Éric Berthon (* 1961), französischer Freestyle-Skier
- Éric Cantona (* 1966), französischer Fußballspieler und Schauspieler
- Éric Charden (1942–2012), französischer Sänger
- Éric Laboureix (* 1962), französischer Freestyle-Skier
- Éric Rohmer (1920–2010), französischer Film- und Theaterregisseur
- Éric Ruf (* 1969), französischer Schauspieler und Theaterregisseur
- Éric Tié Bi (* 1990), ivorisch-französischer Fußballspieler
- Éric Vuillard (* 1968), französischer Schriftsteller und Filmemacher

### Erick
- Érick Aguirre (* 1997), mexikanischer Fußballspieler
- Érick Mathé (* 1971), französischer Handballtrainer
- Erick Miranda (* 1982), mexikanischer Fußballschiedsrichter
- Erick Morillo (1971–2020), kolumbianisch-amerikanischer DJ und Musikproduzent
- Erick Zonca (* 1956), französischer Filmregisseur und Drehbuchautor
- Erick Sermon (* 1968), US-amerikanischer Rapper und Musikproduzent

### Erik
- Erik I. (≈885–954), zweiter König Norwegens
- Erik VIII. (Schweden), siehe Erik Segersäll
- Erik IX. (1120–1160), König und Schutzheiliger von Schweden
- Erik XI. (1216–1250), König von Schweden
- Erik der Rote (≈ 950–1003), Gründer der ersten Wikinger-Siedlungen in Grönland

- Erik Arvidsson (* 1996), US-amerikanischer Skirennläufer
- Erik Blomqvist (* 1990), schwedischer Schachspieler
- Erik Blumenthal (1914–2004), deutscher Psychologe, Graphologe und Psychotherapeut
- Erik Bohlin (1897–1977), schwedischer Rad- und Motorradrennfahrer
- Erik Dreesen (1971–2013), deutscher Bodybuilder und Kraftsportler
- Erik Durm (* 1992), deutscher Fußballspieler, Weltmeister 2014
- Erik von Grawert-May (* 1944), deutscher Wirtschaftswissenschaftler, Hochschullehrer
- Erik Guay (* 1981), kanadischer Skirennläufer
- Erik „Legion“ Hagstedt (* 20. Jh.), schwedischer Musiker
- Erik Hanke (1933–2025), österreichischer Politiker (SPÖ)
- Erik Hazelhoff Roelfzema (1917–2007), niederländischer Schriftsteller, Widerstandskämpfer und Kampfpilot
- Nils Erik Hellsten (1886–1962), schwedischer Fechter, Medaillengewinner Olympia 1924
- Erik Heyden (* 1984), deutscher Turniertanzsportler und Sportfunktionär
- Erik Hornung (1933–2022), deutscher Ägyptologe
- Erik Jendresen (* 1959), US-amerikanischer Drehbuchautor und Filmproduzent
- Erik S. Klein (1926–2002), deutscher Schauspieler
- Erik Kross (* 1956), deutscher Komponist
- Erik Lesser (* 1988), deutscher Biathlet
- Erik Lindegren (1910–1968), schwedischer Autor
- Erik Lundin (1904–1988), schwedischer Schachspieler
- Erik Madsen (* 1975), norwegischer Schauspieler
- Erik von Malottki (* 1986), deutscher Politiker
- Erik Neutsch (1931–2013), deutscher Schriftsteller
- Erik Ode (1910–1983), deutscher Schauspieler, Regisseur und Synchronsprecher
- Érik Orsenna (* 1947), französischer Schriftsteller und Wissenschaftler
- Erik Palmer-Brown (* 1997), US-amerikanischer Fußballspieler
- Erik „Gronkh“ Range (* 1977), deutscher Moderator
- Erik Veje Rasmussen (* 1959), dänischer Handballspieler und Handballtrainer
- Erik Satie (1866–1925), französischer Komponist
- Erik Schilling (* 1984), deutscher Literatur- und Kulturwissenschaftler und Hochschullehrer
- Erik Schmidt (1925–2014), estnischer Maler und Schriftsteller
- Erik Schmidt (* 1968), deutscher Maler, Filmemacher und Fotograf
- Erik Schmidt (* 1977), deutscher Politiker (FDP), siehe Erik Roost
- Erik Schmidt (* 1992), deutscher Handballspieler
- Erik Silvester (1942–2008), deutscher Schlagersänger
- Erik Weiselius (* 1984), schwedischer Poolbillardspieler
- Erik van der Wurff (1945–2014), niederländischer Komponist
- Erik Weinhauer (* 2001), deutscher Fußballspieler
- Erik Zabel (* 1970), deutscher Radrennfahrer

### Eirik
- Eirik Bakke (* 1977), norwegischer Fußballspieler
- Eirik Glambek Bøe (* 1975), norwegischer Musiker und Schriftsteller
- Eirik Brandsdal (* 1986), norwegischer Skilangläufer
- Eirik Hegdal (* 1973), norwegischer Jazzmusiker
- Eirik Kjelstrup (* 1989), norwegischer Skispringer
- Eirik Johan Kristoffersen (* 1969), norwegischer General
- Eirik Kvalfoss (* 1959), norwegischer Biathlet
- Eirik Hystad Solberg (* 2002), norwegischer Skirennläufer
- Eirik Lae Solberg (* 1971), norwegischer Politiker

### Doppelnamen
- Hans Erik Deckert (1927–2022), deutscher Cellist
- Hans-Erik Dyvik Husby (1972–2021), norwegischer Sänger und Schauspieler
- Hans-Erik Laansalu (1933–2020), estnischer Schriftsteller
- Hans-Erik Larsson (* 1947), schwedischer Skilangläufer
- Hans-Erik Nordin (* 1949), schwedischer Theologe und Bischof
- Hans-Erik Staby (1935–2009), namibischer Architekt und Politiker
- Hans Erik Vestberg (* 1965), schwedischer Wirtschaftswissenschaftler
- Hans-Erik Wander (1945–1996), deutscher Internist und Onkologe
- Jan-Eric Kohrs (* 1970), deutscher Musiker, Komponist und Musikproduzent
- Jan-Eric Meier (* 1994), deutscher Schauspieler
- Jan-Eric Peters (* 1965), deutscher Journalist
- Marc-Eric Halatsch (* 1967), deutscher Neurochirurg und Hochschullehrer

## Familienname
- Alex Éric (Alex Joseph Éric, * 1990), französischer Fußballspieler
- Laine Erik (1942–2024), estnische Mittelstreckenläuferin

## Namenstag
Katholisch und evangelisch: 18. Mai

## Künstlername
- Erik (* 1964), deutscher Comickünstler
- Erik (Sänger) (* 1997), vietnamesischer Popsänger
- Erik (Wrestler) (* 1984), US-amerikanischer Profi-Wrestler
- Non-Eric (* 1960), deutscher Musiker und Produzent
- Wreckless Eric (* 1954), englischer Rocksänger